# Charinus stygochthobius
Charinus stygochthobius är en spindeldjursart som beskrevs av Peter Weygoldt och Van Damme 2004. Charinus stygochthobius ingår i släktet Charinus och familjen Charinidae. Inga underarter finns listade i Catalogue of Life.